# بوبي ويلسون (لاعب كرة قاعدة)
بوبي ويلسون (بالإنجليزية: Bobby Wilson)‏ هو لاعب كرة قاعدة أمريكي، ولد في 8 أبريل 1983 في ديوندن في الولايات المتحدة.

## وصلات خارجية
- بوبي ويلسون على موقع دوري كرة القاعدة الرئيسي (الإنجليزية)
- بوبي ويلسون على موقعبيزبول رفرنس.كوم (الدوري الرئيسي) (الإنجليزية)
- بوبي ويلسون على موقعبيزبول رفرنس.كوم (الدوري الثانوي) (الإنجليزية)
- بوبي ويلسون على موقع إي إس بي إن.كوم (أم.أل.بي) (الإنجليزية)
- بوبي ويلسون على موقع مشجعي الرسوم البيانية (الإنجليزية)